# Хамден (Коннектикут)
Хамден (англ. Hamden) — город в округе Нью-Хейвен, штат Коннектикут, США. Прозвище города — «Земля Спящего гиганта» (англ. The Land of the Sleeping Giant), от названия расположенной поблизости скалы. По данным переписи 2020 года, население составляет 61 169 человек.

## История
Изначально территорию, где сейчас располагается Хамден, населяло мирное племя коренных американцев квиннипиаков, которые с почитанием и благоговением относились к расположенной поблизости скалистой горе «Спящий гигант» («Sleeping Giant»). В дальнейшем территория Хамдена была выкуплена у племени Уильямом Кристофером Рейли и Джоном Давенпортом в 1638 году, после чего вошла в состав города Нью-Хейвен и была заселена пуританами. Хамден оставался частью Нью-Хейвена до 1786 года, когда 1400 местных жителей выделили его в отдельный город, получивший название в честь английского государственного деятеля Джона Гемпдена.
После отделения от Нью-Хейвена, Хамден развивался в основном как узловой комплекс поселений, чем-то похожих на сельские (отчасти, подобное своеобразие сохраняется и по настоящее время), но при этом имеющих промышленную специализацию. В 1798 году Илай Уитни, четырьмя годами ранее начавший производство хлопкоочистительных машин коттон-джин в Нью-Хейвене, также занялся производством оружия для правительства США, использовав для этого водяную мельницу в Хамдене, являющуюся хорошим источником энергии. На этом же предприятии Уитни впервые ввёл в современную эпоху массового производства концепцию взаимозаменяемых деталей.
В честь Илая Уитни названа главная улица города Хамден — Уитни-авеню, которая проходит мимо старой фабрике Уитни, где сейчас располагается посвящённый ему музей.

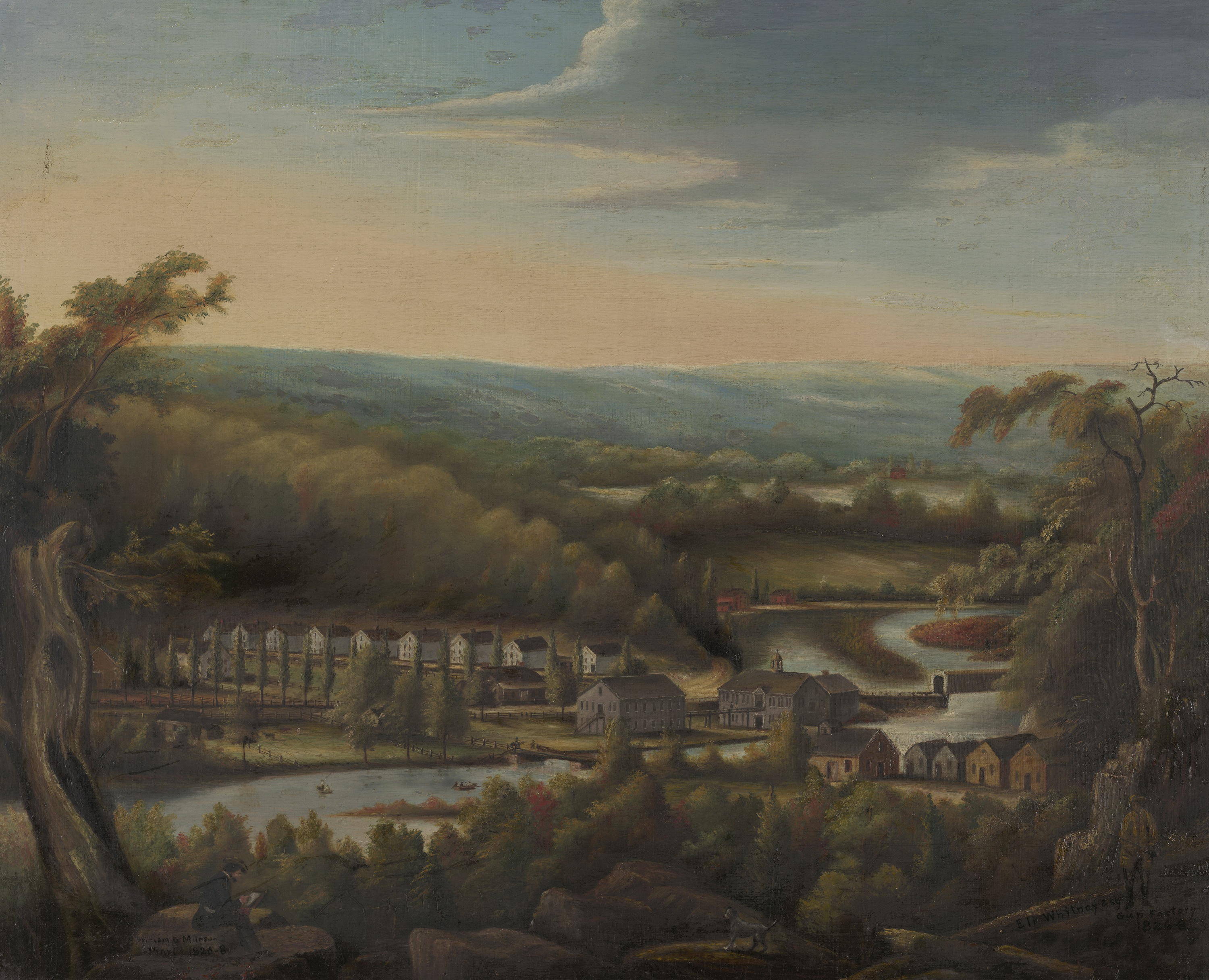
Картина Уитнивилля, написанная в 1827 году Уильямом Джайлсом Мансоном.

Сам Илай Уитни построил в Хамдене для своих работников каменные дома, расположенные в районе, который до сих пор называется Уитнивилль. Считается, что это первый в истории США пример домов, предоставленных работникам их работодателем. В 1806 году плотина, которую Эли Уитни построил на месте водяной мельницы, была расширена, что позволило создать отдельное водохранилище — озеро Уитни. Первый в Соединённых Штатах мост со сквозными фермами был построен неподалёку через реку Милл в Уитнивилле, однако в дальнейшем был демонтирован и заменён на новый.
С 1825 по 1848 год через Хамден проходил Фармингтонский водный канал, соединявший Нью-Хейвен с территориями, расположенными севернее. И хотя в дальнейшем канал уступил роль главной транспортной магистрали железной дороге, в последние годы его осушенная полоса отвода стала популярным пешеходным и велосипедным маршрутом, проходящим мимо некоторых хорошо сохранившихся шлюзов, а также части других старейших достопримечательностей Хамдена. До превращения канала в пешеходную и велосипедную тропу, он активно использовался местными жителями, многие из которых ездили по нему на своих кроссовых мотоциклах.
На протяжении 19-го и начала 20-го веков в Хамден постоянно прибывали иммигранты, прежде всего из Италии и Ирландии. В связи с этим, в Хамдене и по сей день проживает основная часть итальяно-американской общины Большого Нью-Хейвена.
В послевоенный период Хамден подвергся интенсивной пригородной застройке. Южная часть города была практически полностью урбанизирована, и сейчас её трудно отличить от соседнего Нью-Хейвена. В то же время, северная часть города сохраняет более сельский характер. Также в северной части находится район Маунт-Кармел, где расположена уникальная горная формация «Спящий гигант», которая и послужила источником прозвища всего города.

## География

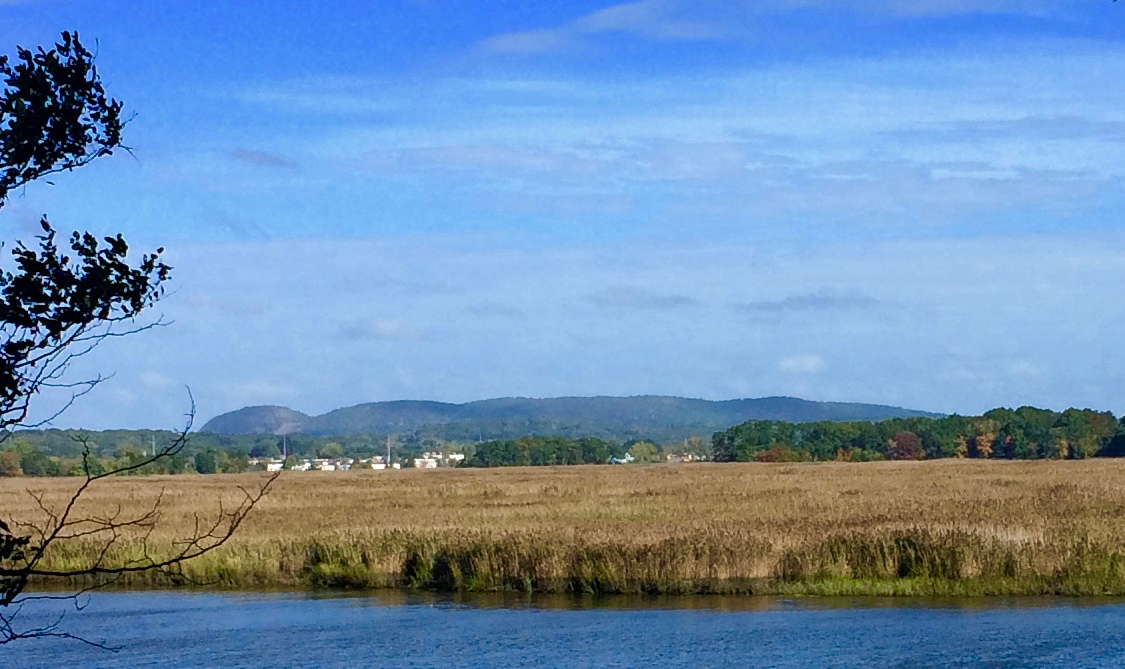
Гора «Спящий гигант» со стороны реки Квиннипиак.

По данным Бюро переписи населения США, суммарная площадь Хамдена составляет примерно 86 км², из которых 84,7 км² (98,38 %) занимает суша, а 1,3 км² (1,62 %) — вода. Через город протекает река Милл Ривер, берущая начало в северной части Хамдена, впадающая в образованное платиной озеро Уитни и оттуда идущая к проливу Лонг-Айленд. Помимо этого, на территории города расположены река Квиннипиак и озеро Уинтергрин, а также множество небольших ручьёв.

### Значимые места
К значимым местам Хамдена можно отнести ратушу в центре города, отличающуюся оригинальным внешним видом, и расположенную рядом ротонду, включающую в себя памятные витражи. Через дорогу находится Парк Свободы, в котором есть фонтан с бетонными ступеньками, ведущими к табличке с призывом к миру на нескольких языках. Недавно город завершил строительство новых помещений для полицейского и пожарного департаментов, расположенных в отремонтированном здании мэрии.
В Хамдене также находилась известная придорожная инсталляция — «Парковка призраков» («Ghost Parking Lot»), располагавшаяся перед торговым центром Hamden Plaza в коммерческом районе на Диксвелл-авеню. Возведённая в 1978 году, экспозиция состояла из 15 автомобильных корпусов, специально обработанных и закатанных в асфальт. Хотя данная достопримечательность фигурировала в более чем 100 искусствоведческих книгах, в 2003 году она была снесена из-за чрезмерной стоимости реставрации и ремонта.

## Правительство
Управление Хамденом осуществляют мэр и городской законодательный совет из 15 членов. Шесть членов совета избираются по результатам всеобщего голосования, а остальные девять — согласно выборам в соответствующих избирательных округах. Городские выборы проводятся раз в два года по нечётным годам в ноябре. Выборными также являются должности членов Совета по образованию и должность городского клерка. Остальные места в правительстве обычно занимают лица, назначенные мэром, но при условии одобрения их кандидатур законодательным советом.

## Экономика
Основными экономическими отраслями Хамдена являются розничная торговля, деловые услуги, строительство, производство компьютерной техники, проволоки, кабеля, бетона, насосных смесительных установок и различных металлических изделий. На деловые услуги приходится 49,9 % занятости в городе, на розничную торговлю — 22,8 %, а на обрабатывающую промышленность — 9,6 %. Четырьмя крупнейшими работодателями Хамдена являются городское правительство совместно со школьным округом, Квиннипэкский университет, медицинская организация Harborside Health Care и образовательное объединение Area Cooperative Education Services (ACES).
Супермаркет Shaw’s был одним пяти из крупнейших работодателей города, но в 2010 году был продан компании ShopRite вместе со всем подразделением Shaw’s Connecticut. После этого супермаркет Shaw’s был закрыт, а на его месте открылся новый магазин ShopRite.
Интересен и тот факт, что бо́льшая часть жителей города ездят на работу в соседний Нью-Хейвен, жилым пригородом которого как раз и является Хамден.